# Alet (stolica tytularna)

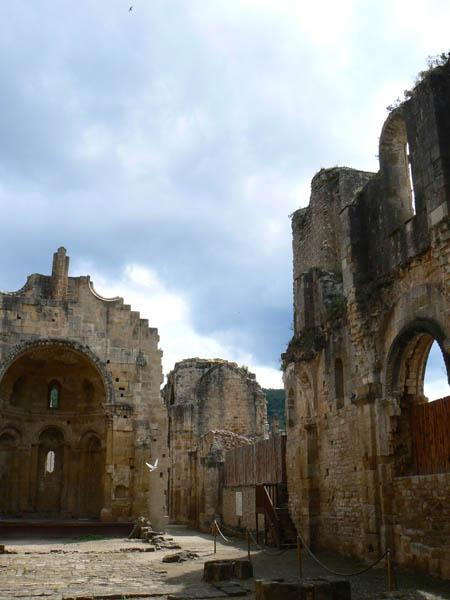
Dawna katedra diecezjalna w Alet

Alet (łac. Aletensis) – stolica historycznej diecezji we Francji erygowanej w roku 1317, a włączonej w 1801 w skład diecezji Carcassonne. 
Współcześnie miasto Alet-les-Bains znajduje się w regionie Langwedocja-Roussillon we Francji. Obecnie katolickie biskupstwo tytularne ustanowione w 2009 przez papieża Benedykta XVI. 

## Biskupi tytularni
| Lp. | Biskup         | Funkcja                           | Od           | Do |
| --- | -------------- | --------------------------------- | ------------ | -- |
| 1   | Gérard Coliche | biskup pomocniczy Lille (Francja) | 9 lipca 2009 |    |